# Dioscorea saxatilis
Dioscorea saxatilis är en enhjärtbladig växtart som beskrevs av Eduard Friedrich Poeppig. Dioscorea saxatilis ingår i släktet Dioscorea och familjen Dioscoreaceae. Inga underarter finns listade i Catalogue of Life.